# Irvinestown
Irvinestown (Baile an Irbhinigh in gaelico irlandese) è un villaggio dell'Irlanda del Nord, situato nella contea di Fermanagh.